# 江面村
江面村（えづらむら）は埼玉県の北東部、南埼玉郡に属していた村。

## 地理

### 河川
| - 星川 - 新川用水 - 備前前堀川 - 備前堀川 - 庄兵衛堀川 - 中落堀川 - 下星川 - 江面落川 - 笠原用水 - 黒沼用水 - 黒沼笠原用水 - 姫宮落川（河原井沼落悪水路） | - 蓮ヶ原川 - 仏供田落 - 江川落川 - 磯沼落 - 太田袋用水 - 古新川用水（ふるにっかわようすい） - 前堀 - 蛭子落悪水路 - 下早見用水 - 荻曾根用水 - 荻曾根落悪水路 - 江面村用水 | - 所久喜用水 - 下清久落悪水路 - 所久喜落悪水路 - 中堀落悪水路 - 谷外落悪水路 - 沼田落悪水路 - 間野谷悪水路 - 大原用水 - 前谷落悪水路 - 次右衛門堀落悪水路 - 青柳用水 - 大谷悪水路 | - 新堀 - 樋口用水 - 原落悪水路 - 川棚落悪水路 - 内谷落悪水路 - 爪田谷堀 - 新北落 - 塚堀用水 - 芝原用水 - 大谷落（江面落川の上流河川） - 中田落 - 馬立用水 |

湖沼
- 河原井沼

### 地名（小字）
| 下早見（しもはやみ） - 駒川内（こまかわうち） - 仏供田（ぶっくでん） - 寺屋敷（てらやしき） - 間の谷（あいのや：間野谷） - 下蔭（したかげ：下影とも記す） - 亀尻（かめしり） - 上蛭子（かみひるこ） - 荻曾根（おぎそね） - 蛭子（ひるこ） - 上万田（かみまんだ） - 下万田（しもまんだ） - 内谷（うちや：飛地） - 流（ながれ：飛地） | 太田袋（おおたぶくろ） - 姥ヶ谷（うばがや） - 須郷（すごう） - 番田（ばんた） - 皆代（みなしろ） - 店前（たなまえ） - 沙汰（さた） - 本村（ほんむら） - 五反田（ごたんだ） - 浅間（あさま） - 地蔵（ぢぞう） - 道地（どうち） | 北青柳（きたあおやぎ） - 関根前（せきねまえ） - 前（まえ） - 本村（ほんむら） - 堀の間（ほりのあい） - 藤井（ふじい） - 深町（ふかまち） - 新道下 - 大谷（おおや） - 沼田（ぬまた） | 江面（えづら） - 川島（かわしま） - 橋詰（はしづめ） - 寄居（よりゐ） - 志部（しべ） - 相の谷（あいのや：相野谷） - 西前谷（にしまえや） - 東前谷（ひがしまえや） - 社宮司（しゃぐうじ） - 大原（おおはら） - 宮前（みやまえ） - 大谷（おおや） - 小谷（こや） - 中河原（なかかはら） - 古沼尻（こぬまじり） - 沼田尻（ぬまたじり） - 小柳（こやなぎ） - 堤添（つつみぞい） - 北沼（きたぬま） - 南沼（みなみぬま） - 頭割（かしらわり） - 中道（なかみち） - 船堀（ふなぼり） - 中堀（なかぼり） - 白山下 |

| 樋ノ口（ひのくち） - 川棚（かわたな） - 天沼（あまぬま） - 表（おもて） - 内谷（うちや） - 大谷（おおや） - 大野 | 原（はら） - 天沼（あまぬま） - 松場（まつば） - 大谷（おおや） - 浪寄（なみよせ） | 除堀（よけぼり） - 川棚（かわたな） - 前野（まえの） - 小中瀬（こなかせ） - 部井（ぶい） - 野会（のあい：野合とも記す） - 一毛（いつけ） - 江川東（えがわひがし） - 江川西（えがわにし） - 中郷（なかさと） - 上割（かみわり） - 大割（おおわり） - 下割（しもわり） |

※北青柳村は本来「青柳村」であった。明治以後に同南埼玉郡内の同名別村（現草加市青柳ほか）との区別をつけるため、北側に位置していた本村が「北青柳村」となり、後に江面村として合併後、大字北青柳となる。

### 神社・寺・史蹟・祭り
- 祭り - 除堀のささら、おしっさま

## 歴史
- 1873年（明治6年） - 下早見学校、江面学校が開校
- 1889年（明治22年）4月1日 - 町村制施行により、南埼玉郡江面村・下早見村・北青柳村・太田袋村・樋ノ口村・原村・除堀村が合併し江面村が成立する。
- 1893年（明治26年） - 私立明倫館ができる。（宮内翁助により設置された私立中学校）
- 1947年（昭和22年） - 江面村立江面中学校が開校。同年、カスリーン台風により水害が起こる。
- 1948年（昭和23年） - 江面農業協同組合が設立される。
- 1954年（昭和29年）
  - 4月1日 - 江面小学校分校が独立し、江面第二小学校となる。これに伴い、江面小学校が江面第一小学校に改称される。
  - 7月1日 - 南埼玉郡久喜町・太田村・清久村と合併し、改めて久喜町となる。合併後は旧村名から江面地区と称される。
- 1971年（昭和46年）10月1日 - 久喜町が市制施行して久喜市となる。

## 産業
- 農産物 - 米、梨

## 教育

### 小学校
- 江面村立江面第一小学校
- 江面村立江面第二小学校

### 中学校
- 江面村立江面中学校 - 1962年に久喜町立清久中学校と統合し、久喜町立久喜南中学校となる。

### その他
- 明倫館